# Belchertown (Massachusetts)
Belchertown – miasto w Stanach Zjednoczonych, w stanie Massachusetts, w hrabstwie Hampshire.